# Tetratoma baudueri
Tetratoma baudueri là một loài bọ cánh cứng trong họ Tetratomidae. Loài này được Perris miêu tả khoa học đầu tiên năm 1864.